# تیبور چروانیاک
تیبور چروانیاک (انگلیسی: Tibor Cservenyák؛ زادهٔ ۸ اوت ۱۹۴۸) بازیکن واترپلو اهل مجارستان بود.